# 존 슈라프넬
존 슈래프널(영어: John Shrapnel, 1942년 4월 27일 ~ 2020년 2월 14일)은 잉글랜드의 배우이다.

## 출연 작품
- 어웨이크닝 (2011)
- 언 오거니제이션 오브 드림스 (2009)
- 케미컬 웨딩 (2008)
- 공작부인: 세기의 스캔들 (2008)
- 미러 (2008)
- 스파클 (2007)
- 트로이 (2004)
- 휘슬 (2002)
- 더 바디 (2001)
- K-19 위도우메이커 (2001)
- 얼론 (2001)
- 글래디에이터 (2000)
- 혼블로워 - 개구리와 바닷가재 (1999)
- 노팅 힐 (1999)
- 101 달마시안 (1996)
- 히틀러의 부활 (1994)
- 하우 투 겟 어헤드 인 애드버타이징 (1989)
- 스크린 투 (1985)
- 리어 왕 (1982)
- 여교황 조안 (1972)
- 크라운 코트 (1972)